# Jin Chan
Jin Chan (на китайски: 金蟾 – „златна крастава жаба“), наричан още Chan Chu (на китайски: 蟾蜍 – „жаба“) или Zhaocai Chan Chu (на китайски: 招财 蟾蜍 – „жаба, която привлича богатство“), най-често се превежда като „жаба за пари“ или „крастава жаба за пари“. Представлява популярен Фън Шуй талисман за просперитет.

## Описание
Jin Chan обикновено се изобразява като жаба-бик (Hoplobatrachus rugulosus) с червени очи, разперени ноздри и само един заден крак (общо три крака), седнал на купчина традиционни китайски пари в брой, с монета в устата. На гърба си той често показва седем диамантени петна.

## Мит
Твърди се, че това митично създание се появява по време на пълнолуние, близо до къщи или предприятия, които скоро ще получат добри новини (в повечето случаи тази добра новина се свързва с богатството).

## Символика
Според вярванията на Фън Шуй, Джин Чан помага за привличането и защитата на богатството и предпазва от лош късмет. Тъй като символизира паричния поток, знанието за Фън Шуй настоява статуята на Джин Чан да не се позиционира с лице към главната врата („навън“). Също така „никога не трябва да се държи в банята, спалнята, трапезарията или кухнята“.
Джин Чан е легендарно животно от народа Хан. Краставата жаба с монети е свързана с даоисткия монах, Лю Хайчан, като sennin (дълголетен или безсмъртен персонаж от китайската култура) придружител на животните.